# Vitbrynad krombek
Vitbrynad krombek (Sylvietta leucophrys) är en fågel i familjen afrikanska sångare inom ordningen tättingar.

## Utseende och läte
Vitbrynad krombek är en liten sångare med ett nästan stjärtlöst utseende. Ansiktsteckningen är distinkt, med rostbrunt på hjässa och i ett ögonstreck kontrasterande vitt på strupe och ögonbrynsstreck. Sången består av en dämpad serie med stigande och fallande kvitter.

## Utbredning och systematik
Vitbrynad krombek delas in i tre underarter:
- leucophrys-gruppen
  - Sylvietta leucophrys leucophrys – förekommer i västra Kenya och västra Uganda (Kibale Skog och Ruwenzori Berg)
  - Sylvietta leucophrys chloronota – förekommer från sydvästra Uganda (Kigezi) till östra Demokratiska republiken Kongo och västra Tanzania
- Sylvietta leucophrys chapini – förekommer i östra Demokratiska republiken Kongo (Lendu Plateau)

Sedan 2016 urskiljer Birdlife International och naturvårdsunionen IUCN chapini som den egna arten "lendukrombek". 

### Familjetillhörighet
Tidigare placerades krombekarna i den stora familjen Sylviidae, men DNA-studier har avslöjat att denna är parafyletisk gentemot andra fågelfamiljer som lärkor, svalor och bulbyler. Sylviidae har därför delats upp i ett antal mindre familjer, däribland den nyskapade familjen afrikanska sångare där krombekarna ingår, men även långnäbbarna i Macrosphenus samt de udda sångarna damarasångare, mustaschsångare, fynbossångare och stråsångare.

## Levnadssätt
Vitbrynad krombek hittas i fuktiga bergsskogar. Där ses den i tätbevuxna områden, framför allt i snårig undervegetation och klängväxter. Arten slår ibland följe med kringvandrande artblandade flockar.

## Status
Internationella naturvårdsunionen IUCN bedömer hotstatus för underartsgrupperna (eller arterna) var för sig, leucophrys inklusive chloronota som livskraftig och chapini som akut hotad.